# لوئیس باربو
لوئیس باربو (اسپانیایی: Luis Barboo‎؛ ‏ ۲۰ مارس ۱۹۲۷ – ۳۰ سپتامبر ۲۰۰۱) بازیگر اهل اسپانیا بود. وی در چندین فیلم با خسوس فرانکو همکاری داشت.
از فیلم‌ها یا برنامه‌های تلویزیونی که وی در آن نقش داشته است، می‌توان به آزمایش‌های شهوانی فرانکنشتاین، پرونده دختر پیژامه‌پوش، به پیش یا بمیر، باد و شیر، زن خون‌آشام، آوای وحش، کونان بربر، اگه خدا ببخشه من نمی‌بخشم، آنتونیوس و کلئوپاترا، خون و شن، شیاطین، توپ برای کوردوبا، دم عقرب، داک، آریزونا کلت بازمی‌گردد، به خاطر یک مشت دلار، هانی کولدر و رتلر کید اشاره کرد.